# Dere philippinensis
Dere philippinensis är en skalbaggsart som beskrevs av Heller 1923. Dere philippinensis ingår i släktet Dere och familjen långhorningar.
Artens utbredningsområde är Filippinerna. Inga underarter finns listade i Catalogue of Life.